# Knipolegus
Knipolegus – rodzaj ptaków z podrodziny wodopławików (Fluvicolinae) w rodzinie tyrankowatych (Tyrannidae).

## Zasięg występowania
Rodzaj obejmuje gatunki występujące w Ameryce Południowej.

## Morfologia
Długość ciała 12,7–21 cm, masa ciała 13–19 g.

## Systematyka

### Etymologia
- Knipolegus: gr. κνιψ knips, κνιπος knipos „owad”; λεγω lego „wybrać”[5].
- Ada: w mitologii greckiej Ada (gr. Αδα Ada) była siostrą królowej Artemizji z Kapadocji, która adoptowała Aleksandra Wielkiego jako swojego syna[6]. Gatunek typowy: Muscicapa nigerrima Vieillot, 1818.

### Podział systematyczny
Takson ten wraz z Lessonia i Hymenops tworzy dobrze zdefiniowany klad, do którego wcześniej zaliczano również Pyrocephalus. Do rodzaju należą następujące gatunki:
- Knipolegus cyanirostris (Vieillot, 1818) – wdowik modrodzioby
- Knipolegus cabanisi Schulz, 1882 – wdowik ołowiany
- Knipolegus signatus (Taczanowski, 1875) – wdowik andyjski
- Knipolegus aterrimus Kaup, 1853 – wdowik białopręgi
- Knipolegus striaticeps (d’Orbigny, 1838) – wdowik okopcony
- Knipolegus hudsoni P.L. Sclater, 1872 – wdowik argentyński
- Knipolegus lophotes F. Boie, 1828 – wdowik czubaty
- Knipolegus nigerrimus (Vieillot, 1818) – wdowik czarny
- Knipolegus franciscanus E. Snethlage, 1928 – wdowik brazylijski
- Knipolegus poecilurus (P.L. Sclater, 1862) – wdowik rdzawosterny
- Knipolegus orenocensis von Berlepsch, 1884 – wdowik szary
- Knipolegus poecilocercus (von Pelzeln, 1868) – wdowik amazoński